# Кодал
Аройнш (порт. Arões; МФА: [ɐ.ˈɾõjʃ]) — парафія в Португалії, у муніципалітеті Вале-де-Камбра. Розташована в західній частині країни, на теренах історичної португальської провінції Бейра. Входить до складу округу Авейру. За адміністративним поділом, чинним до 1976 року, терени парафії були складовою провінції Берегова Бейра. Належить до Авейрівської діоцезії Католицької церкви. Патрон — святий Антоній. Площа — 40,3347 км². Населення — 1459 ос. (2011). Слабо урбанізований регіон. Густота населення — 36,17 осіб/км²
. Код — 011901.

## Населення
| Кількість мешканців | Кількість мешканців | Кількість мешканців | Кількість мешканців | Кількість мешканців | Кількість мешканців | Кількість мешканців | Кількість мешканців | Кількість мешканців | Кількість мешканців | Кількість мешканців | Кількість мешканців | Кількість мешканців | Кількість мешканців | Кількість мешканців |
| ------------------- | ------------------- | ------------------- | ------------------- | ------------------- | ------------------- | ------------------- | ------------------- | ------------------- | ------------------- | ------------------- | ------------------- | ------------------- | ------------------- | ------------------- |
| 1864                | 1878                | 1890                | 1900                | 1911                | 1920                | 1930                | 1940                | 1950                | 1960                | 1970                | 1981                | 1991                | 2001                | 2011                |
| 431                 | 376                 | 354                 | 353                 | 745                 | 756                 | 807                 | 862                 | 568                 | 595                 | 675                 | 849                 | 946                 | 1 025               | 946                 |